# Área Metropolitana do Porto
A Área Metropolitana do Porto é uma sub-região portuguesa situada no noroeste do país, pertencendo à região do Norte. Tem uma extensão total de 2.040 km2, 1.737.395 habitantes em 2021 e uma densidade populacional de 844 habitantes por km2.
Está composta por 17 municípios e 173 freguesias, sendo a cidade do Porto a cidade administrativa e o principal núcleo urbano da sub-região. Com 231.962 habitantes na sua área urbana e em todo o município, é a maior cidade e o segundo maior município da Área Metropolitana do Porto, a seguir de Vila Nova de Gaia com 304.149 habitantes em todo o município, sendo limitada a norte com o Cávado, a noreste com o Ave, a este com o Tâmega e Sousa, a sudeste com Viseu Dão-Lafões, a sul com a Região de Aveiro e a oeste com o Oceano Atlântico.
É presidida, na atualidade, por Eduardo Vítor Rodrigues, presidente da câmara municipal de Vila Nova de Gaia, tendo, como vice-presidentes, Jorge Sequeira, presidente da câmara municipal de São João da Madeira e Sérgio Humberto, presidente da câmara municipal da Trofa.

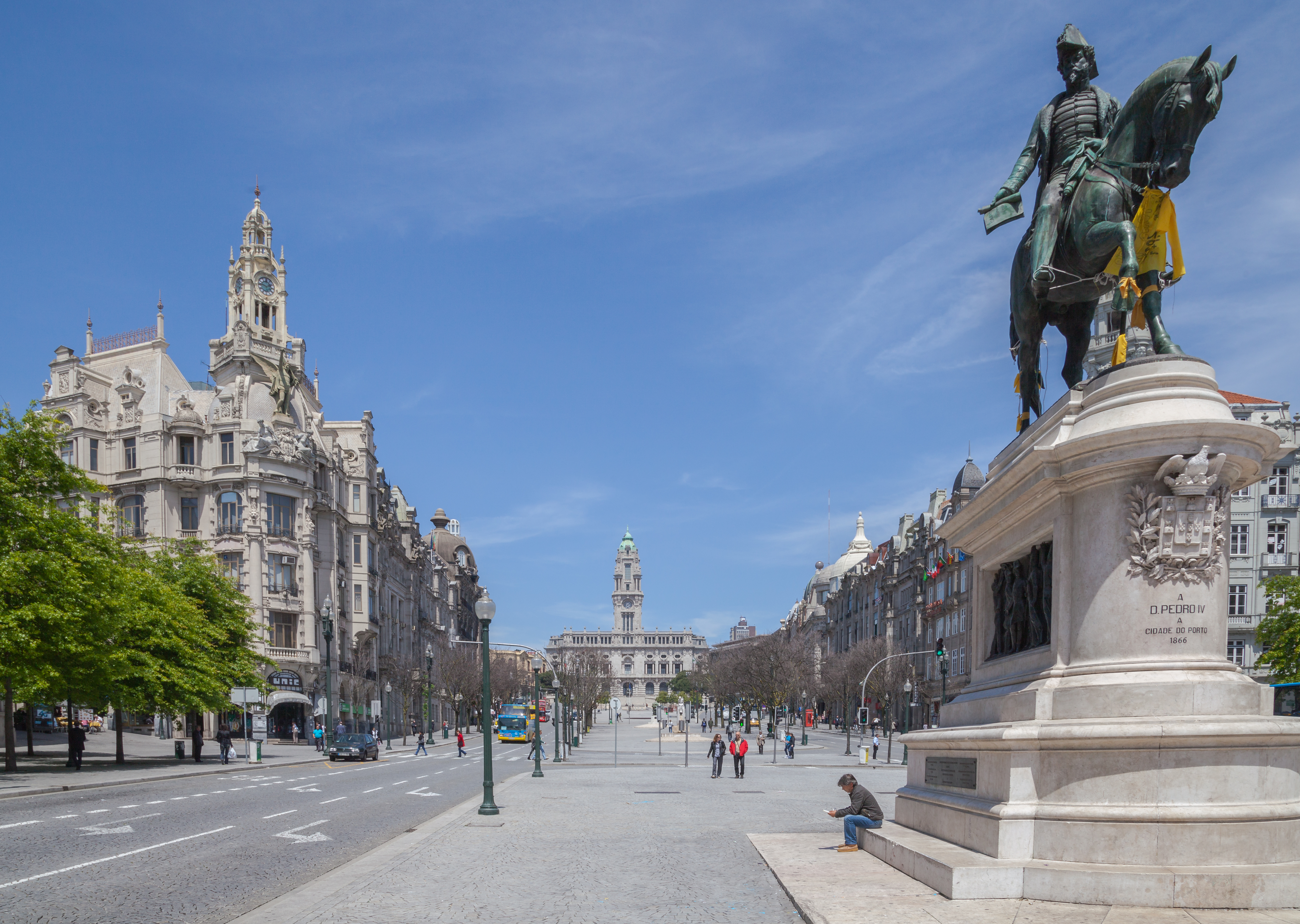
Avenida dos Aliados, na cidade do Porto, onde se localiza a sede da AMP

O Porto e a Área Metropolitana do Porto constituem o núcleo territorial da Região do Norte
 (que tem uma área de 21 278 km² — ou seja, 24% do Continente — e uma população de 3 689 609 habitantes segundo os Censos de 2011, correspondendo, em termos populacionais, a 37% de Portugal Continental e a 35% do Estado-nação português e sendo, portanto, a região mais populosa (NUTS II) de Portugal). A Área Metropolitana do Porto é a parte mais industrializada da Região do Norte, na zona litoral, onde se localiza a maioria dos mais importantes grupos económicos do país, tais como a Altri, o Grupo Amorim/Corticeira Amorim, o Banco BPI, a BIAL, a EFACEC, a Frulact, a Lactogal, o Millennium BCP, a Porto Editora, a Sonae, a Unicer ou o Grupo RAR. A Associação Empresarial de Portugal está sediada no Porto. A Região do Norte é a única região portuguesa que exporta mais do que importa.
O Porto e o território circundante, denominado Grande Porto, é o espaço urbano mais relevante, em termos socioeconómicos, da Região do Norte e da Eurorregião da Galiza-Norte de Portugal, servido por acessos modernos, via aérea (Aeroporto Francisco Sá Carneiro, Aeródromo Municipal da Maia e Aeródromo da Costa Verde - Espinho), via ferroviária (Estação Ferroviária de Porto-Campanhã), via marítima (Porto de Leixões e Marina 'Porto Atlântico') e via fluvial (Marina do Freixo e Marina 'Douro-Marina'), com uma mobilidade metropolitana assegurada pelo Metro do Porto, pela Sociedade de Transportes Colectivos do Porto, pela CP-Comboios de Portugal e pela UNIR. Alguns dos principais terminais rodoviários da Área Metropolitana do Porto são o Terminal Intermodal de Campanhã (TIC), o Terminal Rodoviário do Parque das Camélias (cidade do Porto), o Centro Coordenador de Transportes de Arouca e o Centro Coordenador de Transportes de São João da Madeira.

## Divisões

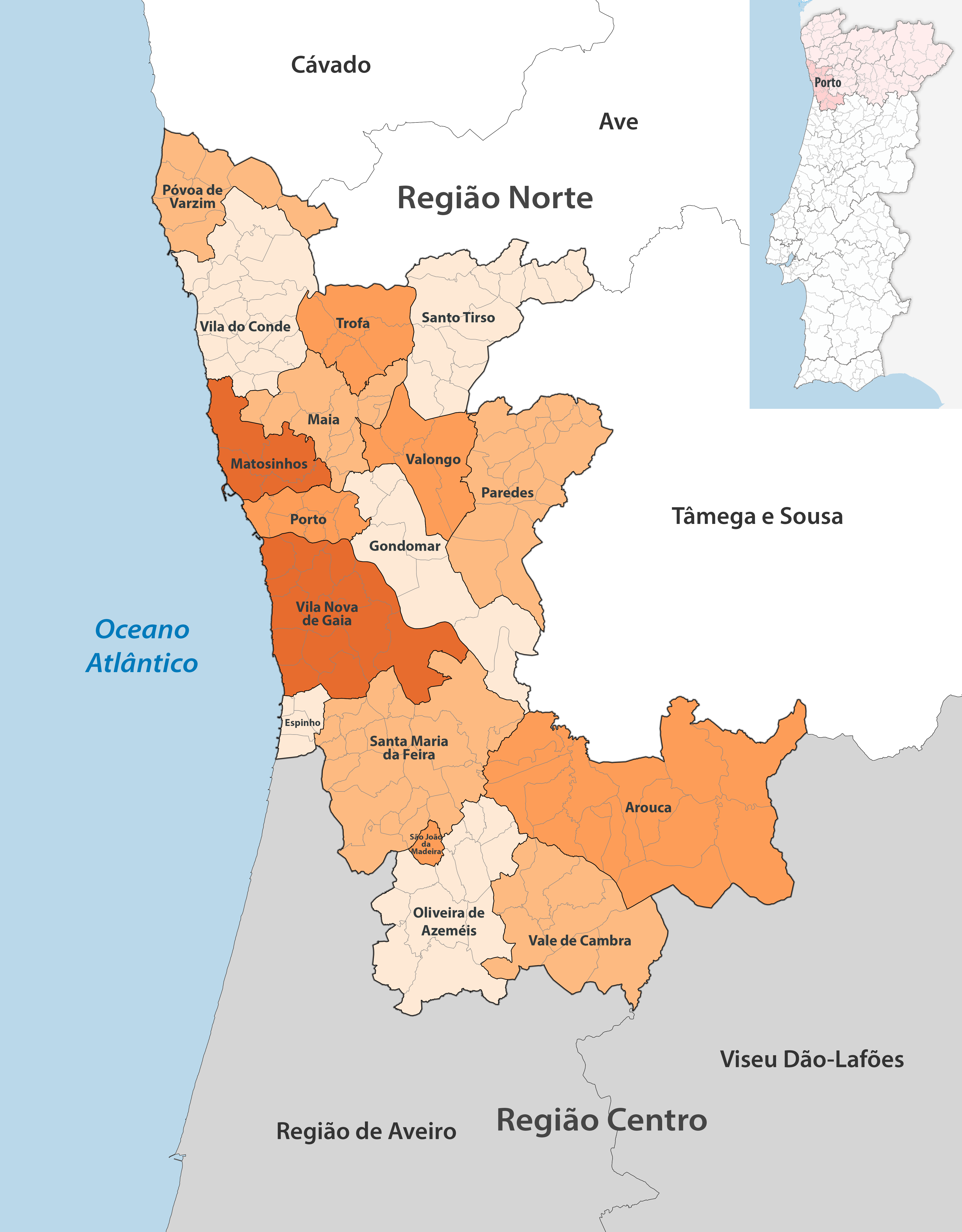
Composição da AMP

A sub-região é composta por 17 municípios, 173 freguesias e 27 cidades:

### Municípios
A Área Metropolitana do Porto divida-se nos seguintes 17 municípios:
- Arouca
- Espinho
- Gondomar
- Maia
- Matosinhos
- Oliveira de Azeméis
- Paredes
- Porto
- Póvoa de Varzim
- Santa Maria da Feira
- Santo Tirso
- São João da Madeira
- Trofa
- Vale de Cambra
- Valongo
- Vila do Conde
- Vila Nova de Gaia

### Freguesias
A Área Metropolitana do Porto divida-se nas seguintes 173 freguesias:

### Cidades
A Área Metropolitana do Porto compreende as seguintes 27 cidades:
- Alfena
- Ermesinde
- Espinho
- Fiães
- Gandra
- Gondomar
- Lordelo
- Lourosa
- Maia
- Matosinhos
- Oliveira de Azeméis
- Paredes
- Porto
- Póvoa de Varzim
- Rebordosa
- Rio Tinto
- Santa Maria da Feira
- Santo Tirso
- São João da Madeira
- São Mamede de Infesta
- Senhora da Hora
- Trofa
- Valbom
- Vale de Cambra
- Valongo
- Vila do Conde
- Vila Nova de Gaia

## Demografia

### Habitantes
Nos censos de 2021, a Área Metropolitana do Porto registou 1.737.395 habitantes e uma densidade populacional de 844 habitantes por km2, sendo assim a segunda sub-região mais populosa e mais densa populada de Portugal, a seguir da Área Metropolitana de Lisboa, registando 2.870.770 habitantes e uma densidade populacional de 957 habitantes por km2. Dentro da Região do Norte, a qual pertence, é a sub-região mais populosa e mais densa.

#### Municípios
A Área Metropolitana do Porto compreende 17 municípios, sendo os maiores municípios, em termos populacionais, Vila Nova de Gaia com mais de 300 mil habitantes, Porto com mais de 230 mil habitantes, Matosinhos com mais de 170 mil habitantes, Gondomar com mais de 160 mil habitantes e Santa Maria da Feira com mais de 130 mil habitantes.
Na densidade populacional, o Porto com 5.600 habitantes por km2, é o município mais denso de toda a Área Metropolitana do Porto, a seguir de São João da Madeira com 2.770 habitantes por km2, Matosinhos com 2.766 habitantes por km2, Vila Nova de Gaia com 1.805 habitantes por km2, e Maia com 1.626 habitantes por km2.

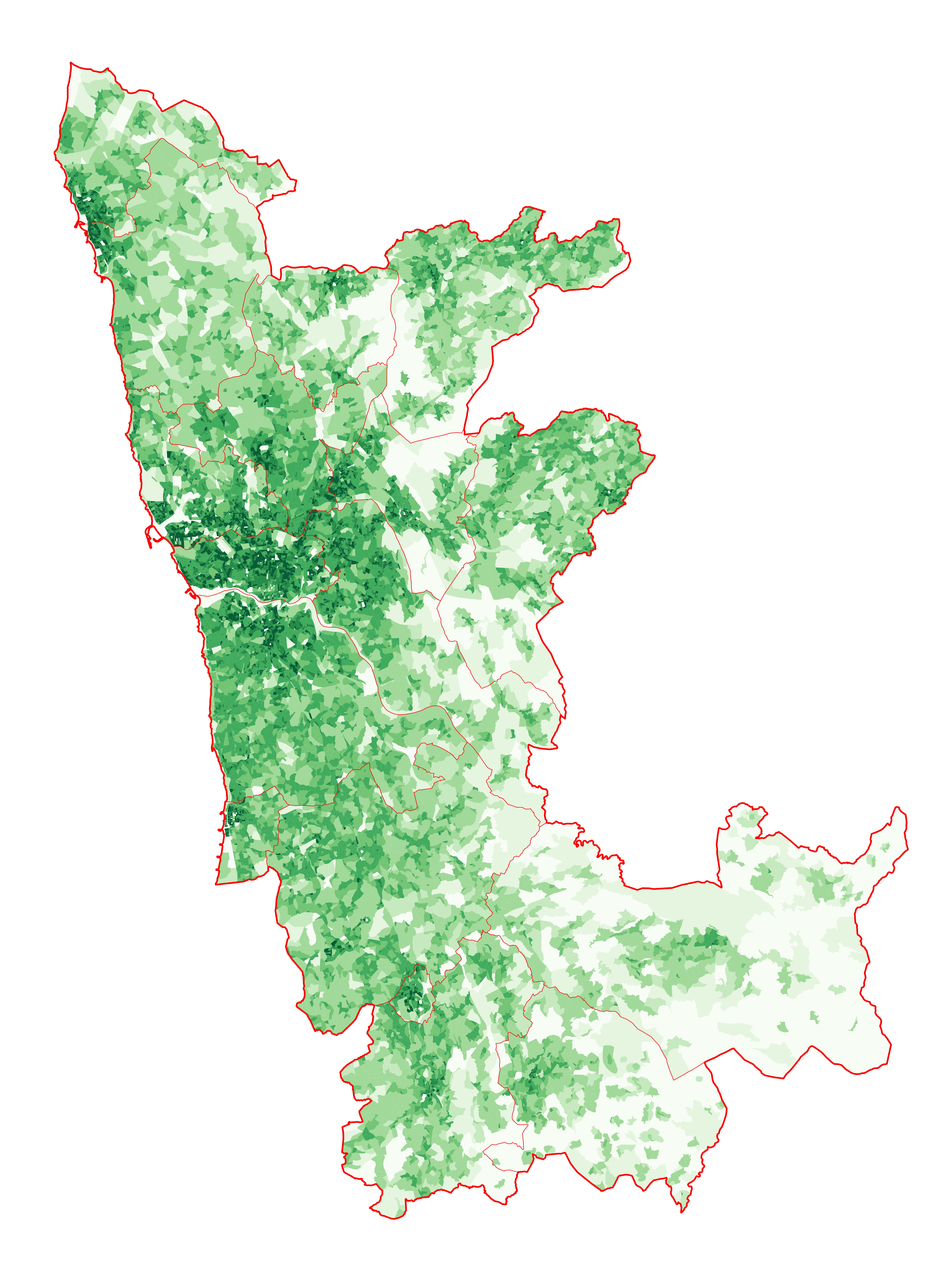
Densidade Populacional da AMP (2021):

| Município                   | Município                   | População (2021) | Área (km2) | Densidade populacional |
| --------------------------- | --------------------------- | ---------------- | ---------- | ---------------------- |
|                             | Vila Nova de Gaia           | 304 149          | 168,46     | 1 805                  |
|                             | Porto                       | 231 962          | 41,42      | 5 600                  |
|                             | Matosinhos                  | 172 669          | 62,42      | 2 766                  |
|                             | Gondomar                    | 164 255          | 131,86     | 1 245                  |
|                             | Santa Maria da Feira        | 136 720          | 213,45     | 640                    |
|                             | Maia                        | 134 959          | 82,99      | 1 626                  |
|                             | Valongo                     | 94 795           | 75,12      | 1 261                  |
|                             | Paredes                     | 84 414           | 156,76     | 536                    |
|                             | Vila do Conde               | 80 921           | 149,03     | 543                    |
|                             | Santo Tirso                 | 67 785           | 136,60     | 496                    |
|                             | Oliveira de Azeméis         | 66 212           | 161,10     | 411                    |
|                             | Póvoa de Varzim             | 64 320           | 82,21      | 782                    |
|                             | Trofa                       | 38 612           | 72,02      | 541                    |
|                             | Espinho                     | 31 027           | 21,06      | 1 509                  |
|                             | São João da Madeira         | 22 162           | 7,94       | 2 770                  |
|                             | Vale de Cambra              | 21 279           | 147,33     | 144                    |
|                             | Arouca                      | 21 154           | 329,11     | 68                     |
| Área Metropolitana do Porto | Área Metropolitana do Porto | 1 737 295        | 2 040      | 844                    |

#### Cidades
A Área Metropolitana do Porto compreende 27 cidades, sendo as maiores cidades, em termos populacionais, o Porto com mais de 230 mil habitantes, Vila Nova de Gaia com perto de 190 mil habitantes, Gondomar com perto de 70 mil habitantes, Rio Tinto com mais de 65 mil habitantes e Matosinhos com perto de 50 mil habitantes.
Na densidade populacional, Senhora da Hora com 7.159 habitantes por km2, é a cidade mais densa de toda a Área Metropolitana do Porto, seguindo-se o Porto com 5.600 habitantes por km2, e depois Ermesinde com 5.110 habitantes por km2.
Dos 1.737.395 habitantes, que a Área Metropolitana do Porto dispõe, cerca de 60% moram nas 27 cidades, tendo 1.051.911 habitantes morando nas cidades da sub-região.
| Cidade                | Habitantes (2021) | Área (em km2) | Densidade populacional |
| --------------------- | ----------------- | ------------- | ---------------------- |
| Porto                 | 231.962           | 41,42         | 5.600                  |
| Vila Nova de Gaia     | 188.443           | 56,22         | 3.352                  |
| Gondomar              | 69.172            | 47,40         | 1.797                  |
| Rio Tinto             | 65.473            | 15,04         | 4.353                  |
| Matosinhos            | 49.046            | 11,28         | 4.348                  |
| Póvoa de Varzim       | 41.292            | 13,0          | 3.176                  |
| Maia                  | 40.535            | 10,80         | 3.753                  |
| Ermesinde             | 39.095            | 7,65          | 5.110                  |
| Vila do Conde         | 29.319            | 6,77          | 4.330                  |
| Senhora da Hora       | 26.988            | 3,77          | 7.159                  |
| Santo Tirso           | 26.959            | 35,5          | 759                    |
| Valongo               | 25.736            | 10,3          | 2.499                  |
| São Mamede de Infesta | 22.844            | 4,99          | 4.578                  |
| São João da Madeira   | 22.144            | 7,94          | 2.789                  |
| Espinho               | 21.152            | 6,15          | 3.439                  |
| Paredes               | 20.591            | 21,51         | 957                    |
| Santa Maria da Feira  | 19.792            | 23,52         | 841                    |
| Trofa                 | 17.532            | 9,97          | 1.758                  |
| Oliveira de Azeméis   | 15.459            | 9,91          | 1.560                  |
| Alfena                | 14.677            | 9,81          | 1.496                  |
| Valbom                | 13.849            | 4,38          | 3.162                  |
| Lordelo               | 9.107             | 9,25          | 984                    |
| Rebordosa             | 8.496             | 11,17         | 761                    |
| Lourosa               | 8.005             | 5,77          | 1.387                  |
| Fiães                 | 7.097             | 6,58          | 1.078                  |
| Gandra                | 6.967             | 12,06         | 578                    |
| Vale de Cambra        | 5.386             | 2,91          | 1.851                  |

### Jovens
A percentagem residentes de jovens na Área Metropolitana do Porto situa-se nos 13,1%, acima da média da região Norte com 12,5% e ligeiramente abaixo da média nacional de 13,5%. Os municípios de Vila do Conde, Paredes, Valongo e Maia foram os que registaram um valor superior a 14%, um valor superior aos 13,1% da Área Metropolitana do Porto, 12,5% da região Norte e 13,5% nacional.

### Idosos
Os Censos de 2021 mostram, que 21,1% dos residentes da Área Metropolitana do Porto são idosos, ligeiramente abaixo da média regional do Norte com 21,2% e abaixo da média nacional com 22,3%. O município do Porto registou a maior percentagem de idosos acima da média da Área Metropolitana do Porto, com 28,6%.

### Estrangeiros
3% da população residente na Área Metropolitana do Porto são estrangeiros, acima da média regional do Norte com 2,5% e abaixo da média nacional com 6,4%. O município de Porto registou a maior percentagem com 7,9%, acima da média da Área Metropolitana do Porto, regional e nacional.

## Economia

### Principais sectores empregadores
Os sectores com mais trabalhadores é a indústria transformadora, com 23,5% de todos os trabalhadores empregados na Área Metropolitana do Porto, seguido pelo comércio com 22,0%, das atividades administrativos com 10,3% e alojamento e restauração com 8,1%.

### Desemprego
Dado aos dados dos Censos 2021, a taxa de desemprego situava-se no ano de 2020 nos 6,6%, 0,4% acima da média regional do Norte, que situava se nos 6,2% e 0,8% acima da média nacional, que se situava nos 5,8%. O município do Porto registou uma taxa de desemprego acima da média da Área Metropolitana do Porto com 9,2%.

### Poder de compra
O poder de compra da Área Metropolitana do Porto situou-se nos 105,1, acima da média regional do Norte com 93, com Portugal a 100. Os municípios de Maia (110,6), São João da Madeira (130,6), Matosinhos (130,6) e Porto (154,0) ultrapassam a média do poder de compra da Área Metropolitana do Porto, regional e nacional.

### Salários
O ganho médio mensal na Área Metropolitana do Porto em 2019 foi de 1.208,10€, acima da média de 1.100,40€ registado na região Norte e acima da média nacional de 1.206,30€. Só os municípios de Arouca e Paredes registaram um salário médio abaixo dos 1.000,00€.

### Vilas da Área Metropolitana do Porto
- Águas Santas (Maia)
- Aguçadoura (Póvoa de Varzim)
- Anta (Espinho)
- Argoncilhe (Santa Maria da Feira)
- Arouca (Arouca)
- Arrifana (Santa Maria da Feira)
- Baltar (Paredes)
- Campo (Valongo)
- Canedo (Santa Maria da Feira)
- Carregosa (Oliveira de Azeméis)
- Castêlo da Maia (Maia)
- Cete (Paredes)
- Coronado (Trofa)
- Castelões (Vale de Cambra)
- Cesar (Oliveira de Azeméis)
- Cucujães (Oliveira de Azeméis)
- Custóias (Matosinhos)
- Fajões (Oliveira de Azeméis)
- Fânzeres (Gondomar)
- Guifões (Matosinhos)
- Lavra (Matosinhos)
- Lobão (Santa Maria da Feira)
- Loureiro (Oliveira de Azeméis)

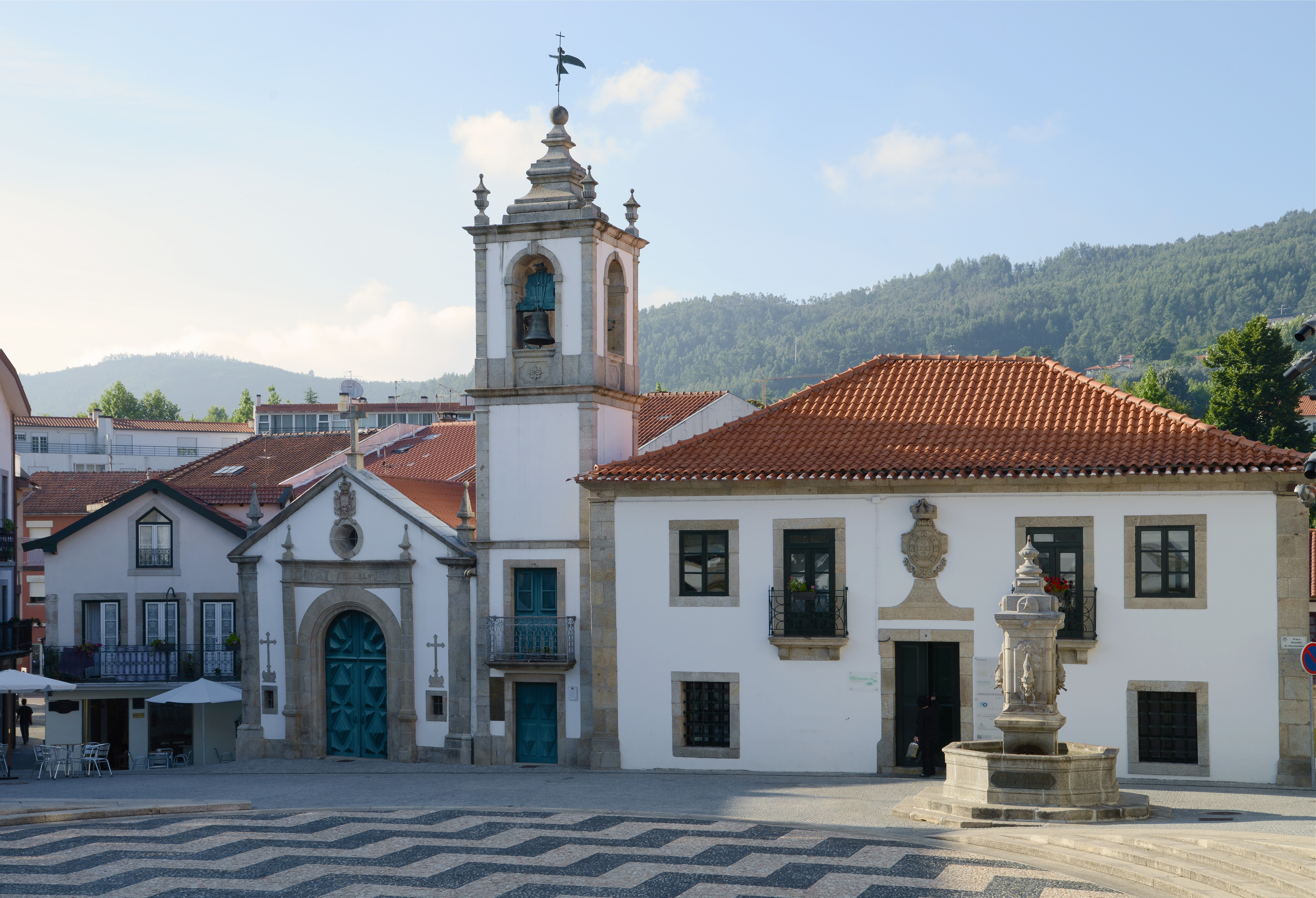
Arouca, única vila sede de concelho da Área Metropolitana do Porto, com cerca de 5200 habitantes

- Macieira de Cambra (Vale de Cambra)
- Madalena (Vila Nova de Gaia)
- Melres (Gondomar)
- Moreira (Maia)
- Mozelos (Santa Maria da Feira)
- Nogueira do Cravo (Oliveira de Azeméis)
- Nogueira da Regedoura (Santa Maria da Feira)
- Paços de Brandão (Santa Maria da Feira)
- Perafita (Matosinhos)
- Pinheiro da Bemposta (Oliveira de Azeméis)
- Rates (Póvoa de Varzim)
- Rebordões (Santo Tirso)
- Recarei (Paredes)
- Rio Meão (Santa Maria da Feira)
- Santa Maria de Lamas (Santa Maria da Feira)
- São João de Ver (Santa Maria da Feira)
- São Paio de Oleiros (Santa Maria da Feira)
- São Pedro da Cova (Gondomar)
- São Roque (Oliveira de Azeméis)
- Sobrado (Valongo)
- Sobreira (Paredes)
- Sobrosa (Paredes)
- Vilela (Paredes)
- Vila das Aves (Santo Tirso)

## Infraestruturas

### Auto-estradas
- A A1 liga Porto a Lisboa
- A A3 liga Porto a Braga e Espanha
- A A4 liga Porto a Bragança e Espanha
- A A7 liga Vila do Conde a Vila Pouca de Aguiar
- A A20 é a Circular Regional Interior do Porto (CRIP) e liga o sul do Porto com o leste de Vila Nova de Gaia
- A A28 liga Porto a Viana do Castelo e Caminha
- A A29 liga Vila Nova de Gaia a Aveiro
- A A32 liga Vila Nova de Gaia a Oliveira de Azeméis
- A A41 é a Circular Regional Exterior do Porto (CREP) e liga Espinho com Matosinhos
- A A42 liga Porto a Felgueiras
- A A43 liga Porto a Gondomar
- A A44 liga o norte a leste de Vila Nova de Gaia
- A A47 liga Santa Maria da Feira a A1 e a A29
- A VRI liga Porto a Matosinhos e ao aeroporto

### Ferrovia
A Área Metropolitana do Porto está servida por várias linhas ferrovias, que ligam vários municípios com a cidade administrativa do Porto.

#### Linha do Norte
A Linha do Norte, apesar ser a linha ferroviária mais importante do país, tem uma importância grande para a mobilidade da área metropolitana. Através da Ponte de São João, a linha liga a Estação de Porto-Campanhã com o sul da área metropolitana e com todas as outras regiões do país. Na linha do Norte circulam vários tipos de ligações ferroviários de passageiros, que são administradas pela CP. A linha suburbana "Linha de Aveiro" liga a Estação de Porto-São Bento, de onde a maioria as linhas suburbanas partem, a Vila Nova de Gaia, Espinho e fora da área metropolitana Ovar, Estarreja e como paragem final a cidade de Aveiro, principal cidade da sub-região Região de Aveiro, localizada na Região do Centro. Com uma frequência hora em hora, em horas de ponta cada meia hora, liga as duas grandes cidades. Existem também ligações extras, como por exemplo Porto-Ovar, que oferecem uma maior oferta entre as duas cidades do Porto e Ovar. A linha tem várias paragens em estações e apeadeiros de grande zonas urbanas, principalmente no município de Vila Nova de Gaia, onde também interliga com o Metro do Porto e com várias linhas de autocarros. Existem também vários serviços de Longo Curso, como por exemplo várias ligações de Interregionais, Intercidades e Alfa Pendulares, ligarem várias cidades da Região Norte, através do Porto, com Aveiro, Coimbra, Figueira da Foz, Santarém, Lisboa e Faro.

##### Linhas suburbanas
- Linha de Aveiro; Porto-São Bento–Aveiro
- Linha de Aveiro; Porto-São Bento–Ovar
- Linha de Aveiro; Porto-Campanhã–Aveiro

##### Linhas Interregionais
1 comboio Interregional para na Estação de Porto-Campanhã diariamente, para circular direção a sul e vice versa:
- IR 830: Valença–Figueira da Foz

##### Linhas Intercidades
9 comboios Intercidades partem ou param na Estação de Porto-Campanhã diariamente, para circular direção a sul e vice versa:
- IC 520: Porto-Campanhã–Lisboa-Santa Apolónia
- IC 522: Porto-Campanhã–Lisboa-Santa Apolónia
- IC 524: Porto-Campanhã–Lisboa-Santa Apolónia
- IC 526: Porto-Campanhã–Lisboa-Santa Apolónia
- IC 528: Porto-Campanhã–Lisboa-Santa Apolónia
- IC 620: Guimarães–Lisboa-Santa Apolónia
- IC 720: Braga–Lisboa-Santa Apolónia
- IC 722: Braga–Lisboa-Santa Apolónia
- IC 730: Valença–Coimbra-B

##### Linhas Alfa Pendular
A Estação de Porto-Campanhã está servida por 22 ligações de Alfa Pendular, que ligam várias cidades da Região Norte com o resto do país.
| Destino                | Sub-região                   | Duração  | Frequência (ida e volta) |
| ---------------------- | ---------------------------- | -------- | ------------------------ |
| Braga                  | Cávado                       | 38 min   | 8                        |
| Nine                   | Ave                          | 28 min   | 8                        |
| Vila Nova de Famalicão | Ave                          | 23 min   | 8                        |
| Guimarães              | Ave                          | 53 min   | 2                        |
| Vizela                 | Ave                          | 44 min   | 2                        |
| Santo Tirso            | Área Metropolitana do Porto  | 27 min   | 2                        |
| Trofa                  | Área Metropolitana do Porto  | 19 min   | 2                        |
| Vila Nova de Gaia      | Área Metropolitana do Porto  | 5 min    | 22                       |
| Espinho                | Área Metropolitana do Porto  | 24 min   | 4                        |
| Aveiro                 | Região de Aveiro             | 49 min   | 22                       |
| Coimbra                | Região de Coimbra            | 1h 16min | 22                       |
| Pombal                 | Região de Leiria             | 1h 40min | 4                        |
| Entroncamento          | Médio Tejo                   | 2h 10min | 4                        |
| Santarém               | Lezíria do Tejo              | 2h 26min | 4                        |
| Lisboa-Oriente         | Área Metropolitana de Lisboa | 2h 51min | 22                       |
| Lisboa-Santa Apolónia  | Área Metropolitana de Lisboa | 2h 59min | 18                       |
| Faro                   | Algarve                      | 5h 51min | 4                        |

#### Linha do Douro
A Linha do Douro é uma linha ferroviária, que liga Ermesinde com o Interior da Região Norte, travessando em paralelo o rio Douro e ser uma linha importante para o turismo da região. Dentro da área metropolitana passa pelos municípios do Porto, Gondomar, Valongo e Paredes. Servida pelas ligações dos comboios suburbanos, que ligam a Estação de Porto-São Bento a Marco de Canaveses, ou em horas de ponta com ligações extras até Penafiel, com uma frequência de cada hora e em hora de ponta cada meia hora. As ligações são administradas pela CP Urbanos do Porto. A linha do Douro, ao lado das ligações suburbanas, tem ligações regionais e interregionais, que ligam a área metropolitana com a Régua e com o Pocinho.

##### Linhas suburbanas
- Linha de Marco: Porto-São Bento–Marco de Canaveses
- Linha de Marco: Porto-São Bento–Penafiel

##### Linhas regionais
10 comboios Regionais partem ou param na Estação de Porto-Campanhã diariamente, para circular direção a leste e vice versa:
- Regional 4000: Régua–Porto-Campanhã
- Regional 4001: Porto-São Bento–Régua
- Regional 4100: Régua–Marco de Canaveses
- Regional 4101: Marco de Canaveses–Régua
- Regional 4102: Régua–Marco de Canaveses
- Regional 4103: Marco de Canaveses–Régua
- Regional 4104: Régua–Marco de Canaveses
- Regional 4105: Marco de Canaveses–Régua
- Regional 4106: Régua–Marco de Canaveses
- Regional 4107: Marco de Canaveses–Régua

##### Linhas Interregionais
14 comboios Interregionais partem ou param na Estação de Porto-Campanhã diariamente, para circular direção a leste e vice versa:
- IR 860: Régua–Porto-São Bento
- IR 861: Porto-Campanhã–Pocinho
- IR 862: Pocinho–Porto-Campanhã
- IR 864: Régua–Porto-São Bento
- IR 865: Porto-São Bento–Pocinho
- IR 866: Pocinho–Porto-Campanhã
- IR 867: Porto-Campanhã–Régua
- IR 868: Pocinho–Porto-Campanhã
- IR 869: Porto-São Bento–Pocinho
- IR 871: Porto-São Bento–Régua
- IR 874: Régua–Porto-São Bento
- IR 875: Porto-Campanhã-Pocinho
- IR 876: Pocinho–porto-São Bento
- IR 877: Porto-São Bento–Régua

### Terminais Rodoviários da Área Metropolitana do Porto
- Terminal Intermodal de Campanhã
- Terminal Rodoviário Casa da Música
- Terminal Rodoviário Bom Sucesso
- Centro Coordenador de Transportes de São João da Madeira
- Centro Coordenador de Transportes de Arouca
- Terminal Rodoviário do Parque das Camélias (cidade do Porto)

### Clubes de Futebol
- Futebol Clube do Porto
- Boavista Futebol Clube
- Rio Ave Futebol Clube
- Leixões Sport Club
- Varzim Sport Club
- Clube Desportivo Feirense
- Futebol Clube de Arouca
- Clube Desportivo das Aves
- Futebol Clube Tirsense
- Sporting Clube de São João de Ver
- Sporting Clube de Espinho
- Sport Comércio e Salgueiros
- Clube Desportivo Trofense
- Associação Recreativa de São Martinho
- Lusitânia de Lourosa Futebol Clube
- Clube de Futebol Canelas 2010
- Gondomar Sport Clube
- União Desportiva Oliveirense
- Valadares Gaia Futebol Clube
- Leça Futebol Clube
- União Desportiva Sousense
- União Sport Clube Paredes
- Futebol Clube de Pedras Rubras
- Sport Clube Senhora da Hora
- Associação Desportiva Sanjoanense
- Rebordosa Atlético Clube
- Associação Desportiva Valecambrense
- Associação Desportiva de Grijó
- Sport Clube Rio Tinto
- Grupo Desportivo Santa Cruz de Alvarenga Futebol SAD
- Clube de Futebol União de Lamas
- Clube Desportivo de Paços de Brandão
- Fiães Sport Clube
- Canedo Futebol Clube
- Centro Cultural E Desportivo De Sobrosa